# 渡辺毅 (映画プロデューサー)
渡辺 毅（わたなべ たけし）は、東宝の制作プロデューサー。

## プロデュース作品

### 映画
- TOMOKO もっとも危険な女（2000年）

### テレビドラマ
- 高校教師（1974年、東京12チャンネル）
- 華麗なる刑事（1977年、フジテレビ）
- 土曜ワイド劇場（テレビ朝日）